# Caroline Ernst
Caroline Ernst (* 13. Februar 1819 in Oldenburg, Großherzogtum Oldenburg; † 12. Mai 1902 in Lockhart, Texas, Vereinigte Staaten) zählte 1831 mit ihrer Familie zu den allerersten deutschen Siedlern in Texas.

## Familie
Sie war die Tochter des deutschen Einwanderers Friedrich Ernst (1796–1848) aus Oldenburg und der Luise Weber (1800–1888).
Mit 18 Jahren heiratete sie in erster Ehe am 21. Mai 1837 Ludwig von Roeder (* 24. Oktober 1806 in Vörden, Westfalen; † 19. Juli 1840 in Cat Spring, Austin County, Texas), Soldat in der texanischen Armee und Sohn des Einwanderers Anton Ludwig Sigismund von Roeder (1774–1847) und der Caroline Luise Sack (1782–1865). Mit ihm hatte sie 3 Kinder, von denen allerdings nur eines das Erwachsenenalter erreichte.
Nach dem frühen Tod ihres ersten Ehemannes heiratete sie zweiter Ehe am 6. August 1841 in Cat Spring (Austin County) dessen Bruder, den Farmer Albrecht von Roeder (* 31. Juli 1811 in Vörden, Westfalen; † 11. Juni 1857 in Texas, USA, gefallen im Cart War), mit dem sie 7 Kinder hatte.
Nach dessen Tod heiratete Ernst schließlich in dritter Ehe im Februar 1860 in Indianola (Calhoun County, Texas) den Einwanderer Werner von Hinüber (1828–1887), Farmer in San Antonio und Sohn des königlich hannoverschen Justizrats Justus von Hinüber (1798–1842) und dessen erster Ehefrau Mathilde von dem Bussche-Hünnefeld (1799–1870). Diese dritte Ehe, in der zwei Söhne als Zwillinge geboren wurden, wurde 1872 wieder geschieden.

## Leben
Die Familie Ernst, Eltern mit 5 Kindern, wanderte 1829 von Le Havre (Frankreich) in die USA aus, wo sie Ende des Jahres in New York City eintraf und zunächst dort blieb. Anschließend wollten sie eigentlich in den Staat Missouri, doch in Anbetracht der positiven Berichte über die vorzüglichen Siedlungsmöglichkeiten im texanischen Austin County zogen sie lieber dorthin und erreichten die Gegend am Mill Creek in Texas am 9. März 1831. Sie gründeten als erste deutsche Siedlerfamilie in Texas eine Siedlung bei San Felipe (Austin County) am Brazos River, die später den Namen Industry (Texas) erhalten sollte.
Caroline Ernst lebte dort zunächst in ihrem neuen Elternhaus – einer Hütte mit einem Strohdach, ohne Fenster oder Türen. Vater Ernst stellte fortan sein Haus vielen deutschen Einwanderern als erste Unterkunftsmöglichkeit zur Verfügung und half seinen Landsleuten, wo er nur konnte. So erhielt er schließlich den Spitznamen „Vater der Einwanderer“. Auch Robert Justus Kleberg und Albrecht von Roeder mit ihren Familien gehörten zu seinen ersten Gästen.
Caroline Ernst beschrieb 1899 die damalige Gastfreundschaft ihrer Eltern und ihre einfachen Lebensbedingungen in ihrer Chronik Life of German Pioneers in Early Texas.
Nach der kurzen ersten Ehe mit Ludwig von Roeder zog sie mit ihrem zweiten Ehemann Albrecht von Roeder zur Familie seines Schwagers Robert Justus Kleberg und anderen Roeder-Angehörigen in das „Latin Settlement“ Meyersville im DeWitt County. Nach dem Tod auch ihres zweiten Ehemannes, der 1857 auf dem Schlachtfeld gefallen war, musste sie mehrere Hundert Acres Land verkaufen, um sich und ihre damals noch 9 Kinder versorgen zu können. Im Jahr 1861 heiratete sie schließlich ein drittes Mal.
Nach ihrer Scheidung von ihrem dritten Ehemann Werner von Hinüber (1872) lebte Caroline Ernst mit ihren jüngeren Kindern zunächst im Yoakum County (1876 aus dem Bexar County ausgegliedert), später zog sie mit ihrer Tochter Rosa nach Lockhart zu einem ihrer erwachsenen Söhne. Tochter Rosa hatte wahrscheinlich Kinderlähmung gehabt, war jetzt behindert, und Mutter Caroline sorgte ihr Leben lang für ihre Tochter, bis sie 1902 in Lockhart verstarb.

## Werke
- Life of German Pioneers in Early Texas. 1899. (Digitalisat, JSTOR)